# Ореховая (приток Конки)
Ореховая (укр. Оріхова) — маловодная балка, левый приток реки Конка, расположенный на территории Ореховского района (Запорожская область, Украина).

## География
Длина — 24 км. Площадь водосборного бассейна — 124 км². На протяжении почти всей длины пересыхает.
Берёт начало севернее села Копани. Река течёт на север. Впадает во рукав (второстепенное пересыхающее) реки Конка (на 57-м км от её устья) севернее села Новопавловка.
Притоки: нет крупных.
Населённые пункты (от истока к устью):
1. Новоандреевка
2. Новопавловка